# Oddział IV Kwatermistrzowski
Oddział IV (Kwatermistrzowski) Komendy Głównej Armii Krajowej odpowiadał za koordynację pracy służb: uzbrojenia, intendentury, sanitarnej, geograficznej i weterynaryjnej. Kierował także produkcją konspiracyjną. Oddziałowi IV podlegała również Wojskowa Służba Ochrony Powstania.

## Obsada personalna
Szefowie oddziału
- płk dypl. piech. Adam Świtalski (od XI 1939)
- płk dypl. piech. Kazimierz Iranek-Osmecki (od IV 1943)
- ppłk dypl. piech. Augustyn Waluś (od I 1944)

Obsada personalna Oddziału w lipcu 1944 roku
- szef oddziału – ppłk dypl. Stefan Górnisiewicz „Góra”
- Szefostwo uzbrojenia – ppłk Jan Szypowski „Leśnik”
- Intendentura – ppłk dypl. int. Henryk Bezeg „Gil”
- Szefostwo Służby Sanitarnej – płk dr. med. Leon Strehl „Feliks”
- Szefostwo Służby Kartograficznej – ppłk Mieczysław Szumański „Bury”
- Szefostwo Służby Weterynaryjnej (vacat)
- Szefostwo Służby Taborowej (Szef niezidentyfikowany)